# Volare (film)
Volare è un film del 2023, diretto e interpretato da Margherita Buy, al suo esordio da regista.

## Trama
Anna Bettini (detta Annabì), attrice famosa per una serie televisiva, a causa della sua paura di volare perde una grande occasione per una parte in un film coreano, venendo sostituita da Elena Sofia Ricci grazie a Mariolina, l'agente di Anna. Lo stesso giorno la figlia Serena le rivela di essere stata ripescata a Stanford, ma di non averglielo detto a causa della sua paura di volare, che l'attrice si rammarica di non aver trasmesso alla figlia. Una sera però, aspettandosi una risposta negativa, Anna chiede a Serena se ha piacere che l'accompagni in California, ricevendo invece una risposta gioiosa e cadendo nello sconforto. Non volendosi rimangiare la promessa, Anna all'aeroporto di Fiumicino si iscrive ad un corso per superare questa paura...

## Produzione
Il film, diretto da Margherita Buy e scritto con Antonio Leotti e Doriana Leondeff, è stato prodotto per Kavac Film, Maremosso, IBC Movie, Tenderstories con Rai Cinema, in collaborazione con ITA Airways.

## Distribuzione
Dopo esser stato presentato in anteprima alla Festa del Cinema di Roma 2023, viene distribuito nelle sale da Fandango il 22 febbraio 2024.

## Accoglienza
Il film ha ricevuto recensioni generalmente favorevoli da parte della critica cinematografica.

## Riconoscimenti
Nastro d'argento
- 2024  – Candidatura al miglior film commedia
- 2024  – Candidatura alla miglior attrice in un film commedia a Anna Bonaiuto